# Loewinella arcuata
Loewinella arcuata är en tvåvingeart som först beskrevs av Charles Howard Curran 1927.  Loewinella arcuata ingår i släktet Loewinella och familjen rovflugor.
Artens utbredningsområde är Kongo. Inga underarter finns listade i Catalogue of Life.